# Kibédi Varga Áron
Kibédi Varga Áron (vagy Áron Kibédi Varga, németesen Áron Varga von Kibéd) (Szeged, 1930. február 4. – Freiburg im Breisgau, 2018. április 13.) hollandiai magyar irodalomtörténész, esztéta, költő, a Magyar Tudományos Akadémia külső tagja. A francia barokk, klasszicista és kortárs irodalom történetének és esztétikájának elismert kutatója, a nyugati magyar emigráció költészetének jeles alakja.
Eredeti neve ifj. Varga Sándor Áron, holland állampolgárként hivatalos neve Sandor Aron Varga, de publikációit szerzői nevén (Kibédi Varga Áron, illetve Áron Kibédi Varga), esetenként S. A. Varga név alatt jegyzi. Kibédi Varga Sándor (1902–1986) filozófus, pszichológus fia.

## Életútja
Családjával együtt 1944 végén hagyta el Magyarországot. Előbb Németországban telepedtek le, majd 1948-ban a hollandiai Alphen aan den Rijn városkába került, itt fejezte be középiskolai tanulmányait. 1948 és 1954 között arab irodalomtörténetet tanult a leideni egyetemen, valamint francia irodalmat hallgatott Amszterdamban és Párizsban. 1954 után az Amszterdami Szabadegyetem tudományos munkatársaként végzett kutatómunkát, itt szerezte meg doktori címét 1963-ban. 1966 és 1971 között az Amszterdami Egyetemen a francia irodalom tanszékvezető tanára volt. 1971-től ismét az Amszterdami Szabadegyetemen tanított tanszékvezető professzorként. Élete utolsó éveit Freiburgban töltötte.

## Munkássága
Fő kutatási területe a francia irodalom, azon belül a 16–18. századi barokk és klasszicista, illetve a 20. századi avantgárd stíluskorszakok irodalomtörténeti és esztétikai vizsgálata volt. Általános irodalom- és kultúraelméleti kérdésekkel is foglalkozott, behatóan tanulmányozta irodalom és képzőművészet viszonyrendszerét, illetve a retorika esztétikáját. A Magyar Tudományos Akadémián 1996-ban megtartott, A műfajokról című székfoglalójában szintén általános irodalomelméleti kérdésekkel foglalkozott. Több dolgozatot írt a magyar irodalom egyes korszakairól és alkotóiról, e körben jelentős a 17. században alkotó költő, Gyöngyösi István műveinek esztétikai vizsgálata.
Tudományos munkássága mellett költői életműve is jelentős. Költészete korai német és francia költők hatását tükrözi, de Balassi Bálint és Weöres Sándor lírájának, illetve Pázmány Péter stílusnyelvének hatása is tetten érhető műveiben. Egyszerű, dísztelen mondatszerkesztése, ugyanakkor a határozószók halmozása, groteszk nyelvi játékai, váratlan fordulatai és metaforái egyszerre szigorú üteművé és gazdaggá teszik verseit. Korai művei a transzcendentális és eszmei hitvallás nélkül maradt, elhagyatott, hazátlan ember szorongásait fejezik ki. Későbbi alkotásaiban ezt egyfajta sztoikus nyugalom váltja fel, amelyben a költő csupán szemlélődik, és a világra egyébként nem jellemző időtlen nyugalmat és rendet igyekszik megteremteni verseiben.
Tanulmányai nemzetközi szakfolyóiratokban jelentek meg, költői műveit hat verseskötetben, valamint magyar nyelvű irodalmi-kulturális folyóiratokban adta közre (Új Látóhatár, Irodalmi Újság, Magyar Műhely, bécsi Magyar Híradó stb.). 1999-től rendszeresen vezetett naplót, szemlélődő hangulatú naplójegyzetei a Kalligram Kiadó gondozásában jelentek meg.

### Társasági tagságai és elismerései
1981 után a Holland Királyi Tudományos Akadémia tagja volt, 1990-ben a Magyar Tudományos Akadémia külső tagjává választották. 1979–1981-ben a Nemzetközi Retorikatörténeti Társaság (International Society for the History of Rhetoric) alelnöki, 1987–1993-ban a Szó- és Képtudományok Nemzetközi Egyesülete (International Association for Word and Image Studies) elnöki tisztét töltötte be. Emellett alapító tagja volt a hollandiai magyarok közművelődési egyesületének, a Hollandiai Mikes Kelemen Körnek.
Tudományos érdemei elismeréseként 1978-ban a Francia Akadémia Pálmarendjének tisztikeresztjét, 2000-ben pedig a Pro Cultura Hungarica díjat vehette át. 1993-ban a pécsi Janus Pannonius Tudományegyetem díszdoktorává avatták. 2015-ben a Magyar Érdemrend középkeresztjével tüntették ki.

## Főbb művei

### Tudományos művei
- Les constantes du poème: À la recherche d'une poétique dialectique. Den Haag: Van Goor, 1963
- De Dichter en de Dingen: Rede. Den Haag; Brussel: Van Goor, 1967
- Rhétorique et littérature: Études de structures classiques. Paris; Bruxelles: Didier, 1970
- De wetenschappelijkheid van literatuurwetenschap: Rede. Amsterdam: Vrije Universiteit, 1974
- Discourt, récit, image. Bruxelles: Madarga, 1989
- Les poétiques du classicisme. Paris: Aux amateurs de livres, 1990
- Szavak, világok. Pécs: Jelenkor, 1998
- Le classicisme. Paris: Seuil, 1998
- Noé könyvei: Tanulmányok, esszék. Kolozsvár: Komp-Press. 1999 = Ariadné Könyvek
- A jelen: Irodalom és művészet a századfordulón. Pozsony: Kalligram, 2003

### Szépirodalmi művei
- Kint és bent. Washington: Occidental Press, 1963 (Versek)
- Téged. Washington: Occidental Press, 1973 (Versek)
- Szépen: Versek 1957–1989. Budapest: Orpheusz, 1991 (Versek)
- Amszterdami krónika. Pozsony: Kalligram, 2000 (Napló)
- Hántani, fosztani. Pozsony: Kalligram, 2000 (Versek)
- És felébred, aminek neve van. Pozsony: Kalligram, 2002 (Napló)
- Oldás. Pozsony: Kalligram, 2004 (Versek)
- Két év, három ország: Naplójegyzetek 2003–2004. Pozsony: Kalligram, 2005
- Lépések: Napló 2005–2006. Pozsony: Kalligram, 2007
- Történések. Pozsony: Kalligram, 2008 (Versek)
- Ragozás; L'Harmattan, Bp., 2011 (Gyémánttengely-sorozat)
- Szép napok. Amszterdam, Budapest, Párizs, Freiburg, Quimiac; Kortárs, Bp., 2011 (Kortárs próza)

## Díjai
- Officier des palmes académiques (1975)
- Orde van de Nederlandse Leeuw (1994)
- Pro Cultura Hungarica Emlékplakett (2000)
- A Magyar Érdemrend középkeresztje (2015)

## További irodalom
- Karátson Endre: Az én-éhség költője. In: Irodalmi Újság, 1977
- Textes en hommage à A. Kibédi Varga. Amsterdam. Rodopi. 1995
- Erdélyi Erzsébet, Nobel Iván: „Legyőzhetetlen távolság van élet és irodalom között.” In: Tiszatáj LI. 1997. 8. sz. 49–53. o.
- Szigeti Csaba: A költészet negyedik oldala. In: Új Holnap XVIII. 1998. 7–13. o.